# Heteropterys crinigera
Heteropterys crinigera är en tvåhjärtbladig växtart som beskrevs av August Heinrich Rudolf Grisebach. Heteropterys crinigera ingår i släktet Heteropterys och familjen Malpighiaceae. Inga underarter finns listade i Catalogue of Life.